# Eupithecia castiliana
Eupithecia castiliana là một loài bướm đêm trong họ Geometridae.